# ماتئوش ویتسکا
ماتئوش ویتسکا (لهستانی: Mateusz Wieteska؛ زادهٔ ۱۱ فوریهٔ ۱۹۹۷) بازیکن فوتبال اهل لهستان است.
از باشگاه‌هایی که در آن بازی کرده‌است می‌توان به باشگاه فوتبال لگیا ورشو اشاره کرد.
وی همچنین در تیم‌های ملی فوتبال زیر ۱۹ سال لهستان، زیر ۲۰ سال لهستان، زیر ۲۱ سال لهستان، و لهستان بازی کرده‌است.